# Cape Raper
Cape Raper är en udde i Kanada.   Den ligger i territoriet Nunavut, i den östra delen av landet, 2 700 km norr om huvudstaden Ottawa.
Terrängen inåt land är platt. Havet är nära Cape Raper åt sydost. Trakten är glest befolkad. Det finns inga samhällen i närheten.